# OneeChanbara (serie)
OneeChanbara (お 姉 チ ャ ン バ ラ) es una serie de videojuegos del género Hack and Slash originales de Japón, programados por Tamsoft y publicados por D3 Publisher, que forman parte de la colección Simple 2000 Series (una línea de juegos sencillos al precio de 2000 yenes). La saga se inició en PlayStation 2 pero posteriormente han aparecido varias entregas en teléfonos móviles, Xbox 360, Wii, PlayStation 3 y PlayStation 4. Aunque en Europa el éxito es más bien dispar, en Japón es una serie de culto. Desde que apareció la primera entrega en 2005, han ido apareciendo continuaciones, varios tipos de merchandising como figuras, pósteres o camisetas, e incluso dos películas de imagen real.
Existe también con un Spin-off titulado SG/ZH: School Girl Zombie Hunter disponible para PlayStation 4 y Steam desde 2017, con otro grupo de protagonistas diferente, pero ambientado en el mismo mundo de OneeChanbara.
La protagonista del videojuego se llama Aya, una joven vestida únicamente con un sombrero vaquero, un plumón, un minúsculo bikini y una espada. Su misión es acabar con la horda de zombis que asola todo Japón. Su hermana Saki, vestida como la típica colegiala japonesa, también aparece como personaje jugable. Otros personajes conocidos que son jugables en alguna de sus entregas son Reiko (una motorista vestida de cuero y armada con una escopeta), Riho Futaba (considerada la "mascota" de D3 Publisher y que ha aparecido de una forma u otra en muchos de sus videojuegos, vestida sólo con un bikini azul) y Makoto Futaba (hermana de Riho). En la última entrega aparecida, Onechanbara Z Kagura, se presenta una nueva protagonista, la joven Kagura y su hermana Saaya, de aspectos muy similares a Aya y Saki.
En Europa han aparecido casi todas las entregas, pero sus nombres son completamente distintos debido a que sus distribuidoras fueron diferentes en cada entrega, despistando tanto a los jugadores como a la prensa especializada a la hora de dar con dichos títulos.
Por otro lado, en Estados Unidos sólo aparecieron las últimas entregas de Xbox 360 y Wii. Nunca se comercializaron las de PlayStation 2. La última entrega aparecida para PlayStation 4, Onechanbara Z2 Chaos, sí fue distribuida a nivel mundial.

## Sistema de juego
Todos los juegos comparten la misma base jugable. El jugador controla a una de las chicas disponibles y tiene como misión matar a todos los zombis que se encuentra a su paso. Puede golpear con la espada, dar patadas y ejecutar ataques especiales. Al derrotar zombis, éstos dejan caer unas esferas de color amarillo que sirven de puntos de experiencia para incrementar varios parámetros como la vitalidad máxima, fuerza, agilidad y el número de combinaciones o movimientos. Existe un segundo tipo de esferas de color rojo cuyo efecto es aumentar la locura del personaje. También al derrotar zombis y empaparse con su sangre por todo el cuerpo, la locura aumenta. Cuando el medidor de locura llega al tope, el personaje entra en un estado de fuerza extrema y se vuelve mucho más poderosa y rápida, pero por el contrario su vitalidad va descendiendo lentamente. Para curarse de este estado, el jugador debe usar el objeto correspondiente o tocar una de las estatuas sagradas que están colocadas estratégicamente por los escenarios.
Al llegar al final de una misión, por lo general se encuentra un jefe de final de fase bastante duro. Al derrotarlo, se hace un recuento de las esferas conseguidas y se obtienen puntos de habilidad que el jugador puede repartir entre varios parámetros como aumentar la vitalidad, la fuerza, la agilidad o el número de combinaciones.

## Modos de juego habituales
- Story Mode: El modo de juego principal. Consiste en superar una serie determinada de misiones hasta llegar al final del juego. En el desarrollo de la aventura, las chicas irán potenciando sus características y avanzando en su historia personal. En el primer juego de la serie (The OneeChanbara / Zombie Zone de PlayStation 2) sólo se puede controlar a una chica y sólo puede jugar un jugador, pero a partir de la segunda parte (The OneeChanbara 2 / Zombie Hunters 2) se pueden controlar a dos chicas y pueden participar dos jugadores simultáneamente para el resto de la saga.

- Survival Mode: Un modo de supervivencia en el que el jugador controla a una de las chicas y va participando en varios escenarios de forma continuada, matando numerosos enemigos hasta que su barra de vitalidad termine agotándose. A pesar de ser un modo de supervivencia, se pueden utilizar objetos curativos. Los puntos de experiencia adquiridos se pueden utilizar también para mejorar a los personajes del "Story Mode". Este modo de juego no está presente en las últimas entregas (desde Onechanbara Z Kagura en adelante).

- Quest Mode: No es un modo de juego en sí, sino más bien una opción dentro del juego. Propone tareas secundarias a realizar en el "Story Mode". Si el jugador consigue hacerlas con éxito, podrá ir desbloqueando trajes nuevos para las chicas y fondos de pantalla para el menú principal.

- Practice Mode: Un utilísimo modo de prácticas que se echó en falta en el primer juego de la saga y que se incluyó a partir de la segunda entrega. Aquí el jugador puede practicar con todas las chicas como ejecutar todos los combos, movimientos, el timing necesario para llevarlos a cabo, etc.

- Free Mode: Este modo sólo está disponible en las entregas de Xbox 360 y Wii, aunque las versiones anteriores de PlayStation 2 también incluían una opción parecida. Este modo permite volver a jugar a cualquier episodio superado con total libertad para jugar con la chica que el jugador prefiera. En las entregas de PlayStation 2, PlayStation 3 y PlayStation 4 esta opción viene incluida dentro del "Story Mode".

- Dress Up: Un modo de personalización, que debutó en las entregas de Xbox 360 y Wii, en el que el jugador puede cambiar el aspecto de las chicas, modificando el color del pelo, ojos o el carmín de los labios, cambiarlas de ropa, de zapatos, de peinado, etc. Sin embargo, para acceder a todas las opciones de personalización es obligatorio desbloquearlas antes, ya que no están disponibles desde el principio. En Xbox 360, mediante Xbox Live, es posible descargar contenido adicional con nuevos trajes y complementos (no obligatorios para completar los logros). Este modo de personalización aparece también en las últimas entregas (desde Onechanbara Z Kagura en adelante) con el nombre de "Coordinate".

- View Mode: Una opción que debutó en las entregas de  Xbox 360 y Wii, en el que permite al jugador seleccionar a cualquier personaje, jefe o enemigo para visualizarlos, con posibilidad de hacer zoom con la cámara y seleccionar animaciones a voluntad. También aquí se pueden acceder a todos los vídeos del juego. Es obligatorio haber terminado el juego para que este modo esté disponible. En algunos juegos, esta opción aparece denominada como "Gallery". En la última entrega, Onechanbara Z2: Chaos, es posible desbloquear también ilustraciones.

## Personajes
- Aya: Es la protagonista de la saga y ha aparecido en todas. Es una joven muy atractiva que va vestida con sombrero vaquero, un plumón, un minúsculo bikini y unas botas. Lleva un tribal tatuado al final de la espalda y va armada con una espada (dos en las entregas de Xbox 360 y Wii). Es una chica de pocas palabras y algo de mal carácter. Aya fue criada por su padre, quien le enseñó el arte de la espada. Un fatídico día, un desconocido asesinó a su padre y desde entonces juró vengarse de él.

- Saki: Es la hermana de Aya, protagonista secundaria y también ha aparecido en todas las entregas de la saga. Es más joven que Aya y va vestida como la típica colegiala japonesa, con el pelo negro recogido en dos coletas y armada con una katana. Saki fue criada por su madre, quien murió de agotamiento a causa de una extraña enfermedad. Saki considera que su padre las abandonó, así que fue tras él y le asesinó. Ahora su misión es devolverle la vida a su madre, y para ello, necesita el corazón de su hermana Aya.

- Reiko: Primero apareció en The OneeChanbara 2 (aquí en Zombie Hunters 2) y posteriormente volvió a aparecer en Onechanbara: Samurai Bikini Squad (como personaje descargable vía Xbox Live) y Onechanbara: Samurai Bikini Slayers de Wii. Va vestida de cuero negro, con un sugerente escote y, en principio, va ataviada con un casco de motocicleta, que posteriormente se quita. Puede pegar patadas, pero su punto fuerte es el uso de su fiel escopeta. Es una mujer dura que domina bien los conflictos en las calles, pero se desconocen los motivos por los cuales persigue a Aya y a Saki.

- Riho Futaba: Considerada la "mascota" de D3 Publisher, ya que ha aparecido en muchos de sus juegos, Riho es una joven rubia, bien dotada y vestida con un ajustado bikini azul. Primero apareció en The OneeChanpurū: The Onechan Special Chapter (Zombie Hunters) y después en la secuela ampliada, The OneeChanpon: The Oneechan 2 Special Edition (Zombie Hunters 2). Va armada con una espada con la que se defiende bastante bien, aunque también destaca en las patadas. Riho es una superestrella de los medios. Baila, canta y actúa en películas. De hecho, su intervención en una superproducción de gran presupuesto es su punto de partida en la aventura. Su hermana Makoto ha desaparecido y sale en su busca.

- Makoto Futaba: Es la hermana pequeña de Riho. Lleva puesta una camiseta deportiva, pero no lleva pantalones (sólo un bañador) y usa una espada. Primero apareció en The OneeChanpurū: The Onechan Special Chapter (Zombie Hunters) y después en la secuela ampliada, The OneeChanpon: The Oneechan 2 Special Edition (Zombie Hunters 2). Tras el despertar de los zombis en Tokio, Makoto vaga por la ciudad sin saber hacia donde ir. Armada con una espada, vaga por las ciudades en busca de su hermana y de su hogar.

- Eva: Es la jefa final de The OneeChanpon: The Oneechan 2 Special Edition (Zombie Hunters 2), pero el jugador puede desbloquearla para que sea personaje jugable completando el "Story Mode" en dificultad "Hard" (difícil) con Aya y Saki. Tiene el pelo largo y rubio, recogido en una larga coleta y va vestida con un traje místico cuyo diseño toma no pocas referencias de otro personaje de la compañía Tamsoft, Sofía, del juego Battle Arena Toshinden 3. Va armada con una espada serpiente que le alarga a voluntad. Posee una gran fuerza y velocidad y golpea de manera muy violenta. Es una de las causantes de la invasión zombi en Tokio.

- Hana: Esta chica cyborg procede de otro juego de D3 Publisher, un beat'em up 3D de scroll lateral llamado The Senko, conocido en Europa como Dragon Sisters, de PlayStation 2. Puede desbloquearse como personaje jugable en Zombie Hunters 2 si el jugador dispone de una partida guardada de Dragon Sisters en su Memory Card, o bien completando todas las tareas secundarias del "Quest mode". El aspecto de Hana es el mismo que en su juego original excepto en la parte superior, que sólo lleva una banda de tela tapándole los pechos. Golpea con una cuchilla que lleva acoplada a su brazo y, al igual que en su juego original, es especialista en puñetazos. Mientras se encontraba en una misión con su hermana Kiku, ambas fueron engullidas por un portal dimensional de origen misterioso que las teletransportaron 100 años al pasado, apareciendo en Tokio justo en el momento de la invasión de los zombis. Ambas deben de luchar unidas para regresar a su época original.

- Kiku: Esa chica cyborg es la hermana de Hana, procedente también del videojuego The Senko (Dragon Sisters) y se desbloquea junto con Hana mediante las opciones citadas más arriba. Hana también posee el mismo aspecto que en su juego original excepto en la parte superior, que sólo lleva una banda de tela tapándole los pechos. Golpea con una cuchilla que lleva acoplada a su brazo y, al igual que en su juego original, a diferencia de su hermana, Kiku es especialista en patadas. Mientras se encontraba en una misión con su hermana Hana, ambas fueron engullidas por un portal dimensional de origen misterioso que las teletransportaron 100 años al pasado, apareciendo en Tokio justo en el momento de la invasión de los zombis. Ambas deben de luchar unidas para regresar a su época original.

- Anna: Esta chica aparece en la entrega de Xbox 360, OneeChanbara VorteX (Onechanbara: Samurai Bikini Squad). Es una joven policía que va vestida como tal (salvo por un escote muy sugerente) y de pelo rubio corto. Va equipada con dos pistolas, una escopeta y una Uzi. Le salva la vida a Saki cuando esta fue secuestrada por unos misteriosos agentes. Al parecer, Anna tiene cuentas pendientes con estos extraños hombres. Anna también aparece como personaje secundario no jugable en Onechanbara Z2 Chaos de PlayStation 4 como parte de la historia.

- Misery: Una anciana de pelo gris que, tras hacerse con unas muestras de la sangre de Aya y Saki, adquiere la capacidad de tomar una apariencia juvenil a voluntad, adoptando un aspecto muy atractivo, de cabello largo y plateado. Va armada con una espada casi más grande que ella. Aparece como jefe final en la entrega de Xbox 360 pero puede desbloquearse como personaje jugable descargándolo en el bazar de Xbox Live y también en la versión de Wii completando el "Story Mode" en modo "Hard" (difícil).

- Himiko: Una de las villanas de Onechanbara: Samurai Bikini Squad que puede ser jugable descargándola desde el bazar de Xbox Live. Desea la sangre de Aya y Saki para sus propios fines.

## Títulos pertenecientes a la saga
- Título original japonés: The OneeChanbara (Simple 2000 Series Vol. 61)
  - Lanzamiento (Japón): 26 de agosto de 2004
  - Título europeo: Zombie Zone
  - Lanzamiento (Europa): 21 de octubre de 2005
  - Distribuidor: Proein
  - Plataforma: PlayStation 2

Fue el primer videojuego de la serie. Posee seis misiones de dificultad creciente y Aya es el único personaje jugable. Incluye dos modos de juego, que son modo "Story Mode", en el que hay que superar las seis misiones del juego, y el modo "Survival", un modo de supervivencia con escenarios ilimitados y con una única barra de vitalidad, aunque pueden utilizarse objetos curativos. Existe un tercer modo de juego, llamado "Quest", que consiste en una lista de tareas secundarias a realizar en el modo "Story". De llevarlas a cabo con éxito, se irán desbloqueando nuevos trajes para las dos chicas.
- Título original japonés: The OneeChanpurū: The Onechan Special Chapter (Simple 2000 Series Vol. 80)
  - Lanzamiento (Japón): 23 de junio de 2005
  - Título europeo: Zombie Hunters
  - Lanzamiento (Europa): 23 de marzo de 2007
  - Distribuidor: Essential Games (Virgin Play)
  - Plataforma: PlayStation 2

La siguiente entrega no es una secuela, sino más bien una expansión de la anterior. Zombie Hunters posee las mismas seis misiones que Zombie Zone, pero ofrece más personajes jugables. De este modo, aparte de Aya y Saki, también se puede jugar con Riho Futaba y Makoto Futaba (esta última tiene que ser desbloqueada). También se retocaron levemente los gráficos añadiendo Anti-aliasing para evitar bordes dentados en los polígonos. Los modos de juego son exactos a los de la anterior versión.
- Título original japonés: The OneeChanbara 2 (Simple 2000 Series Vol. 90)
  - Lanzamiento (Japón): 22 de diciembre de 2005
  - Título europeo: N/D
  - Lanzamiento (Europeo): Desechado
  - Distribuidor: N/D
  - Plataforma: PlayStation 2

Este juego es la segunda parte del primer OneeChanbara pero nunca fue distribuido en Europa. Incorporaba 8 misiones, un novedoso modo "Practice" (modo de prácticas) y un nuevo personaje, Reiko, pero la novedad más importante es que ahora el jugador puede seleccionar dos personajes en la misma partida, con la opción de intercambiarlas a voluntad en plena partida. Esto permite también que un segundo jugador pueda incorporarse al modo "Story" y completarlo en modo cooperativo (un jugador controla una chica y el segundo a la otra).
- Título original japonés: The OneeChanpon: The Oneechan 2 Special Edition (Simple 2000 Series Vol. 101)
  - Lanzamiento (Japón): 29 de junio de 2006
  - Título europeo: Zombie Hunters 2
  - Lanzamiento (Europa): 29 de junio de 2007
  - Distribuidor: Essential Games (Virgin Play)
  - Plataforma: PlayStation 2

Una versión optimizada de The OneeChanbara 2 que afortunadamente sí fue distribuida en Europa. Considerada por muchos jugadores como la mejor entrega de la saga, Zombie Hunters 2 ofrece un total de 8 misiones de considerable longitud. La lista de personajes jugables es la mayor de toda la saga. El jugador puede controlar de entrada a Aya, Saki y Riho Futaba. Posteriormente pueden ser desbloqueadas Reiko, Makoto Futaba y Eva, la villana del juego. Además, si el jugador disponía en su Memory Card una partida del videojuego Dragon Sisters de D3 Publisher, sus dos protagonistas, Hana y Kiku, podían ser desbloqueadas en Zombie Hunters 2 como personajes jugables. Se mantienen los mismos modos de juego de la anterior versión y también la opción de dos jugadores.
- Título original japonés: The OneeChanbara Mobile
  - Lanzamiento (Japón): 2006
  - Título europeo: N/D
  - Lanzamiento (Europa): Desechado
  - Distribuidor: N/D
  - Plataforma: Telefonía móvil

Un juego diseñado para jugar en teléfonos móviles que no salió de Japón. Se trata de un beat'em up de scroll horizontal en el que se controla a Aya matando zombis y recogiendo objetos. Las ilustraciones corrieron a cargo del ilustrador Kengo Yokenura.
- Título original japonés: Oneechanbara VorteX
  - Lanzamiento (Japón): 14 de diciembre de 2006
  - Título americano y europeo: Onechanbara: Bikini Samurai Squad
  - Lanzamiento (EE.UU.): 10 de febrero de 2009
  - Lanzamiento (Europa): 27 de febrero de 2009
  - Distribuidor: D3 Publisher
  - Plataforma: Xbox 360

Esta tercera entrega fue la primera en desvincularse de la serie Simple 2000 Series, la primera en aparecer en Estados Unidos, la primera en respetar, en cierta medida, su título original, y la primera en aparecer en una consola que no fuera de Sony. Onechanbara: Bikini Samurai Squad para Xbox 360 es un remake del primer juego de la saga (The OneeChanbara/Zombie Zone, de PlayStation 2), aunque se añaden algunas zonas inéditas y novedades. La más llamativa es un nuevo personaje jugable, llamado Anna (en el juego aparece erróneamente escrito como "Annna"), una policía que usa dos pistolas, una escopeta y una Uzi. Las misiones han sido incrementadas a veinte y la jugabilidad y sistema de combos son exactos a los de Zombie Hunters 2. Los gráficos no utilizan todo el potencial de la consola de Microsoft, pero sus personajes si poseen un acabado espectacular. Es posible descargar del bazar de Xbox Live a tres personajes más para jugar, que son Reiko (de Zombie Hunters 2), Misery y Himiko, las dos villanas del juego.
- Título original japonés: Oneechanbara Revolution
  - Lanzamiento (Japón): 7 de febrero de 2008
  - Título americano y europeo: Onechanbara: Bikini Samurai Slayers
  - Lanzamiento (EE.UU.): 10 de febrero de 2009
  - Lanzamiento (Europa): 27 de febrero de 2009
  - Distribuidor: D3 Publisher
  - Plataforma: Wii

La saga debutó en la consola Wii con este título, que continúa la historia a partir del final de la entrega de Xbox 360 pero con diferentes personajes. Aquí, aparte de Aya y Saki (disponibles desde el principio), se puede jugar con Reiko (de Zombie Hunters 2) y con Misery, una joven de cabellos plateados que ya apareció como villana en la entrega de Xbox 360 pero aquí no es necesario descargarla de ningún lado. Basta con concluir el "Story Mode" en "Hard" (difícil).
- Título original japonés: Onechanbara Z Kagura
  - Lanzamiento (Japón): diciembre de 2012
  - Título americano y europeo: N/D
  - Lanzamiento (Estados Unidos): Inédito
  - Lanzamiento (Europa): Inédito
  - Distribuidor: D3 Publisher
  -  Plataforma: Xbox 360

En esta entrega, inédita en Occidente, debutan nuevas protagonistas. Por un lado, se presenta Kagura, de aspecto muy similar a Aya (sólo que lleva el pelo más largo de color rosa y es más jovencita), acompañada de su hermana Saaya, cuyo aspecto recuerda a Saki, pero con el pelo suelto y color morado. Ambas son vampiresas y tienen la misión de detener al conde Vlaad y su ejército de no-muertos. Kagura va armada con dos katanas, dos dagas unidas por una cadena y un bumerán. Saaya va equipada con una motosierra, unos guantes de combate y con una maza de pinchos. Aparte de estos cambios, la jugabilidad es prácticamente la misma de siempre. Aya y Saki aparecen como personajes rivales en el "Story Mode" y es posible jugar con ellas mediante descarga del Bazar de Xbox Live (900 yenes). Como novedad, se incluye un modo de alquimia en el cual el jugador puede crear objetos nuevos mezclando varios de los que va encontrando en su aventura.
- Título original japonés: Onechanbara Z Kagura With NoNoNo!
  - Lanzamiento (Japón): 7 de noviembre de 2013
  - Título americano y europeo: N/D
  - Lanzamiento (Estados Unidos): Inédito
  - Lanzamiento (Europa): Inédito
  - Distribuidor: D3 Publisher
  - Plataforma: PlayStation 3

La versión de PlayStation 3 (que fue lanzada un año más tarde) es prácticamente igual que la de Xbox 360 pero incluye un personaje más, la jovencita NoNoNo, un personaje extraído del videojuego japonés Dream Club Hostess Zero. Vestida con una especie de traje de ama de llaves, NoNoNo golpea con sus manos desnudas, aunque puede sacar de la nada pistolas y lanzamisiles futuristas, y posee la cómica habilidad de hacer bailar a los zombis mientras ella canta. En PS3 fueron eliminadas algunas características disponibles en Xbox 360 como el modo de 2 jugadores a pantalla partida en el modo "Missions" y la posibilidad de crear nuevos objetos mediante alquimia. Todo el contenido descargable original (nuevas ropas, complementos y la posibilidad de jugar con Aya y Saki) no fue incluido en el disco y también deben ser descargados (previo pago) mediante PlayStation Network.
- Título original japonés: Onechanbara Z2 Chaos
  - Lanzamiento (Japón): octubre de 2014
  - Título americano y europeo: Onechanbara Z2 Chaos
  - Lanzamiento (Estados Unidos): julio de 2015
  - Lanzamiento (Europa): julio de 2015
  - Distribuidor: D3 Publisher
  - Plataforma: PlayStation 4

Este nuevo videojuego fue anunciado el 15 de junio de 2014 y fue puesto a la venta en Japón el octubre de 2014. En América del Norte y Europa salió al mercado en julio de 2015. Es una continuación directa del anterior título. En esta entrega Kagura, Saaya, Aya y Saki forman equipo para luchar de nuevo contra hordas de zombis.
- Título original japonés: SG/ZH: School Girl Zombie Hunter
  - Lanzamiento (Japón): enero de 2017
  - Título americano y europeo: SG/ZH: School Girl Zombie Hunter
  - Lanzamiento americano y europeo: noviembre de 2017
  - Distribuidor: Aksys Games (EE. UU.), D3 Publisher (Europa)
  - Plataforma: PlayStation 4, Steam

Este videojuego es un Spin-off de la serie principal de Onechanbara, ya que transcurre en el mismo mundo en plena invasión de los zombis, pero sus protagonistas no son las mismas. Aquí, un grupo de cinco adolescentes estudiantes quedan atrapadas dentro de un instituto en plena noche debido a que las calles están infestadas de muertos vivientes. Sin embargo, éstos consiguen acceder de algún modo a las instalaciones y las chicas deben utilizar todas las armas de fuego que puedan para sobrevivir hasta que lleguen los equipos de salvamento. La principal diferencia es que este título es un videojuego de disparos en tercera persona y el protagonismo se divide entre cinco chicas: Sayuri Akiha, Risa Kubota, Mayaya Himeji, Enami Kamijo y Rei Kanazaki. Aunque las hermanas Aya y Saki no aparecen, sí se puede ver a Anna (que salió originalmente en el juego Onechanbara: Bikini Samurai Squad de Xbox 360) en algunas secuencias de la historia (no es un personaje jugable).

## Películas
Debido al éxito de la serie en su país natal (Japón), a día de hoy ya se han rodado dos películas de imagen real de bajo presupuesto que, aun así, han tenido un buen éxito de taquilla. No es para menos, ya que las películas no engañan a nadie y ofrecen lo mismo que en los videojuegos: gore, artes marciales, sangre, erotismo, chicas guapas ligeras de ropa y un argumento mínimo. Aun así, al parecer no obtuvo la recaudación suficiente, pues su continuación fue lanzada directamente al mercado de DVD.
- Título: OneeChanbara: The Movie
  - Estreno (Japón): Verano de 2008
  - Duración: 80 minutos (aprox.)
  - Estreno (EE.UU.): Directo a DVD en 2009
  - Estreno (Europa): Directo a DVD en 2010

Esta primera película cuenta, en esencia, la misma historia que en Zombie Hunters 2 de PlayStation 2 y aparecen sus mismos personajes: Aya (interpretada por Eri Otoguro), Saki (Chise Nakamura) y Reiko (Manai Hashimoto), aunque sin embargo la villana de la historia es un personaje exclusivo llamado Kastuji. La historia es casi igual que el videojuego: Japón está infestada de zombis y Aya tiene que eliminarlos y exterminar el foco de emisión. Las escenas gore no son demasiado fuertes, pero si lo suficientemente explícitas como para haberse ganado la categoría de "mayores de 18 años".
- Título: OneeChanbara: The Movie - VorteX
  - Estreno (Japón): 2009
  - Duración: 85 minutos (aprox.)
  - Estreno (EE.UU.): Directo a DVD en 2010.
  - Estreno (Europa): N/D

Esta segunda película fue lanzada directamente al mercado DVD, lo que no dice mucho a favor del éxito de la anterior. Ni siquiera el reparto es el mismo, ya que la actriz Chika Arakawa es quien interpreta a Aya, la heroína. El argumento se basa en la entrega de Xbox 360 e incluso respeta al personaje villano del juego, la malvada Himiko.

## Recepción y críticas
La prensa especializada otorgó notas muy bajas a todas las entregas de la saga. Critican por encima de todo su repetitivo desarrollo, su mediocre apartado gráfico y el uso del sexismo en sus personajes femeninos. Sin embargo, la saga cuenta con múltiples seguidores en Europa, en especial a partir de su segunda parte, Zombie Hunters 2, y en portales como YouTube se pueden encontrar miles de vídeos de jugadores mostrando a sus personajes potenciados al máximo, así como video-guías.
En Japón, por otro lado, es otra historia. La saga es una de las más vendidas de la serie Simple 2000 Series, sólo superada por la saga Chikyū Bōeigun (Global Defence Force), que alcanzó más de 200.000 copias vendidas sólo en ese país en 2006.

## Curiosidades
- Las únicas entregas de Onechanbara que aparecieron en Estados Unidos fueron las de Xbox 360 y Wii. Las aparecidas en PlayStation 2 sólo se distribuyeron en Japón y Europa.
- Las versiones de PlayStation 2 contaban en sus versiones originales japonesas con conversaciones habladas en japonés. Estas conversaciones fueron eliminadas en las versiones europeas, sin embargo, en las últimas entregas de Xbox 360 y Wii se han mantenido intactas con su doblaje original japonés.
- Aya aparece como personaje seleccionable en el videojuego de lucha The All Star Kakutou, conocido en Europa como All-Star Fighters. Su aspecto es idéntico e incluso golpea con su espada, pero resulta mucho menos violenta que en su juego original.
- Riho Futaba, que apareció en Zombie Hunters y Zombie Hunters 2, es uno de los personajes más famosos de D3 Publisher y que se la considera incluso como su mascota. Riho ha aparecido en muchos juegos de la compañía, algunos incluso fue la protagonista absoluta, como en Demolition Girl, que se convertía en una mujer gigante que iba destruyendo Tokio, aunque sus cameos más sonados, aparte de en la saga OneChanbara, fueron en Fighting Angels (videojuego de lucha con chicas en bikini en el cual también aparece Reiko) y en el citado All-Star Fighters, en el que incluso ejerce como jefe final.
- Eva tiene un diseño y estilo de lucha inspirado en otro personaje de la compañía Tamsoft, Sofía, de la saga Battle Arena Toshinden en su tercera entrega, de PSOne y en Morrigan, la súcubo de la saga de Capcom, Darkstalkers